# Фиджи (лек крайцер, 1939)
Фиджи (на английски: HMS Fiji (58), от на английски: Fiji – Фиджи) е лек крайцер на Британския Кралски флот, от времето на Втората световна война. Главен кораб на типа „Фиджи“ (Колъни или Краун Колъни – 1-ва серия първа серия).
Поръчан на 20 декември 1937 г. и е заложен в John Brown & Company в Клайдбанк на 30 март 1938 г. Крайцерът е спуснат на вода на 31 май 1939 г., ставайки първият кораб носещ това име в британския флот. Влиза в строй на 5 май 1942 г.
Девизът на кораба е: „Rere raka na haloa ka doka na tui“ – „Страхувай се от Бог и почитай краля“.

## История на службата
На 4 юни 1940 г. крайцерът се насочва за Източна Индия за завършване на изпитанията, със посещение на Мартиника. С края на изпитанията крайцерът се връща във Великобритания, където на 1 август 1940 г. е зачислен в състава на 18-та ескадра крайцери. Корабът е предназначен за патрулните операции при северозападните подходи и е включен в състава на групата, която трябва да осъществи десанта на британски войски във Вишисткия Дакар (Operation Menace).

### Повреда от торпедо на U-32
На 30 август излиза в рамките на тази операция в състава на Съединение „M“: линкорите HMS Barham и HMS Resolution, самолетоносача HMS Ark Royal и тежкият крайцер HMS Devonshire в съпровождение на разрушителите HMS Inglefield, HMS Eclipse, HMS Echo и HMS Escapade. На 31 август Съединението при северозападните подходи се среща с транспортите на борда на които се намират войските. А на 1 септември „Фиджи“, в 18.00 на позиция 58°10′ с. ш. 12°55′ з. д. / 58.166667° с. ш. 12.916667° з. д., е атакуван и повреден от немската подводница U-32. Крайцерът е изпратен в Клайд под ескорт на разрушителя HMS Antelope, влизайки на 4 септември за ремонт в Грийнок, който продължава до 31 януари 1941 г., когато крайцерът се връща в състава на Home Fleet.
През февруари и март крайцерът патрулира при северозападните подходи. На 26 март заедно с крайцера HMS Nigeria „Фиджи“ излиза в Датския пролив за прихващане на немските търговски рейдери.
На 28 март той излиза заедно с линкора HMS King George V и 2 крайцера в търсене на немския джобен линкор Admiral Scheer, който според съобщенията се е промъкнал в Атлантика. Търсенето е безуспешно.
На 30 март заедно с HMS Nigeria излиза за съединение с линейния крайцер HMS Hood, за прикритие на конвойните маршрути Великобритания – Гибралтар от атаките на немски кораби.
На 5 април крайцерът се присъединява в Бискайския залив към Съединение H: самолетоносача HMS Ark Royal, линейният крайцер HMS Renown, малко по-късно и крайцера HMS Sheffield, както и разрушителите на 8-ма флотилия в търсенето на немските линкори „Шарнхорст“ и „Гнейзенау“.
На 24 април „Фиджи“ е в състава на ескорта на самолетоносача HMS Ark Royal, доставящ самолети за Малта (Operation Dunlop).
На 6 май крайцера влиза в състава на силите (Съединение „F“), предназначени за усилване на Средиземноморския флот: линкора HMS Queen Elizabeth, крайцерите HMS Gloucester и HMS Naiad и отплава от Гибралтар (Operation Tiger). На 8 май Съединение преминава Сицилианските теснини, съпровождано от 6 разрушителя от типа „F“ от състава на Съединение „H“. На 9 май корабите на съединението се срещат с част от корабите на Средиземноморския флот и стават част от ескортните сили на конвоя Tiger. На 10 май корабите са подложени на въздушни атаки, а на 12 май пристигат в Александрия веднага влизайки състава на силите, осъществяващи поддръжка на защитниците на Крит.
На 13 май той се насочва, а на 15 май стоварва в Ираклио подразделения на Лейстерския полк, след което, съвместно с крайцера HMS Gloucester, и разрушителите HMS Havock и HMS Hotspur образува Съединение „B“. От 16 май Съединение „B“, съвместно с линкора HMS Queen Elizabeth съставлява прикритието на разрушителите, които изпълняват прихващането на съдовете на нахлуването на Оста.
На 21 май заедно с крайцера HMS Gloucester влиза в състава на Съединение „A1“, в което освен тях са и линкорите HMS Warspite и HMS Valiant. Това съединение изпълнява ролята на поддръжка на Съединение „C“: крайцерите HMS Naiad, HMS Perth, HMS Calcutta и HMS Carlisle, разрушителите HMS Kandahar, HMS Kingston и HMS Nubian, което е предназначено за атаки над съдовете за нахлуване в пролива Китера.

### Гибел
На 22 май двата крайцера на Съединение A1 съвместно с разрушителите HMS Greyhound и HMS Griffin се задържат с излизането от пролива Китера и попадат под масирани въздушни атаки. След една от тях в 13.51, HMS Greyhound е потопен и командващият съединението контраадмирал Кинг заповядва на разрушителите HMS Kandahar и HMS Kingston да спасят екипажа, а на двата крайцера, без да знае, че на крайцерите практически е свършил запасът от зенитни снаряди, да прикриват операцията по спасението. Корабите-спасители са подложение на мощни въздушни атаки, а в 14.56 Кинг узнава за свършилия им боезапас, и им заповядва да се оттеглят, като оставят на мястото своите лодки и салове и възможно най-скоро да се съединят с ескадрата. До този момент няма попадения в тях, но HMS Kingston е повреден от близките разриви.
В 15.30 HMS Gloucester и „Фиджи“ вече се виждат зад кърмата на ескадрата, догонвайки я на висока скорост. Но след 20 минути HMS Gloucester получава няколко попадения (три или четири). Крайцерът спира, обхванат от бушуващи пожари, горната палуба е изкривена. Краят му е близо. „Фиджи“ хвърля своите спасителни салове, но, отчитайки интензивността на въздушните атаки, привършващите боеприпаси и гориво, неговият капитан е принуден заедно с разрушителите да се оттегли на юг. По време на отхода единичен Messerschmitt Bf 109 уцелва с бомба „Фиджи“, предизвиквайки намаляване на скоростта и крен. Последвалите атаки водят до още три попадения и в 20.15 крайцерът се преобръща и потъва в точка 34°35′ с. ш. 23°10′ и. д. / 34.583333° с. ш. 23.166667° и. д.. Незабавното спасяване на екипажа от разрушителите HMS Kandahar и HMS Kingston е невъзможно поради продължаващите се атаки и те се оттеглят, оставяйки спасателните си средства. След настъпване на тъмнината 523 души от 780 члена на екипажа на крайцера са извадени от водата.

## Коментари
1. ↑  Всички данни се привеждат към момента на влизане в строй.